# Saint-Jean-Saint-Maurice-sur-Loire
Saint-Jean-Saint-Maurice-sur-Loire ist eine französische Gemeinde  mit 1155 Einwohnern (Stand: 1. Januar 2022) im Département Loire in der Region Auvergne-Rhône-Alpes. Sie gehört zum Arrondissement Roanne und zum Kanton Renaison.

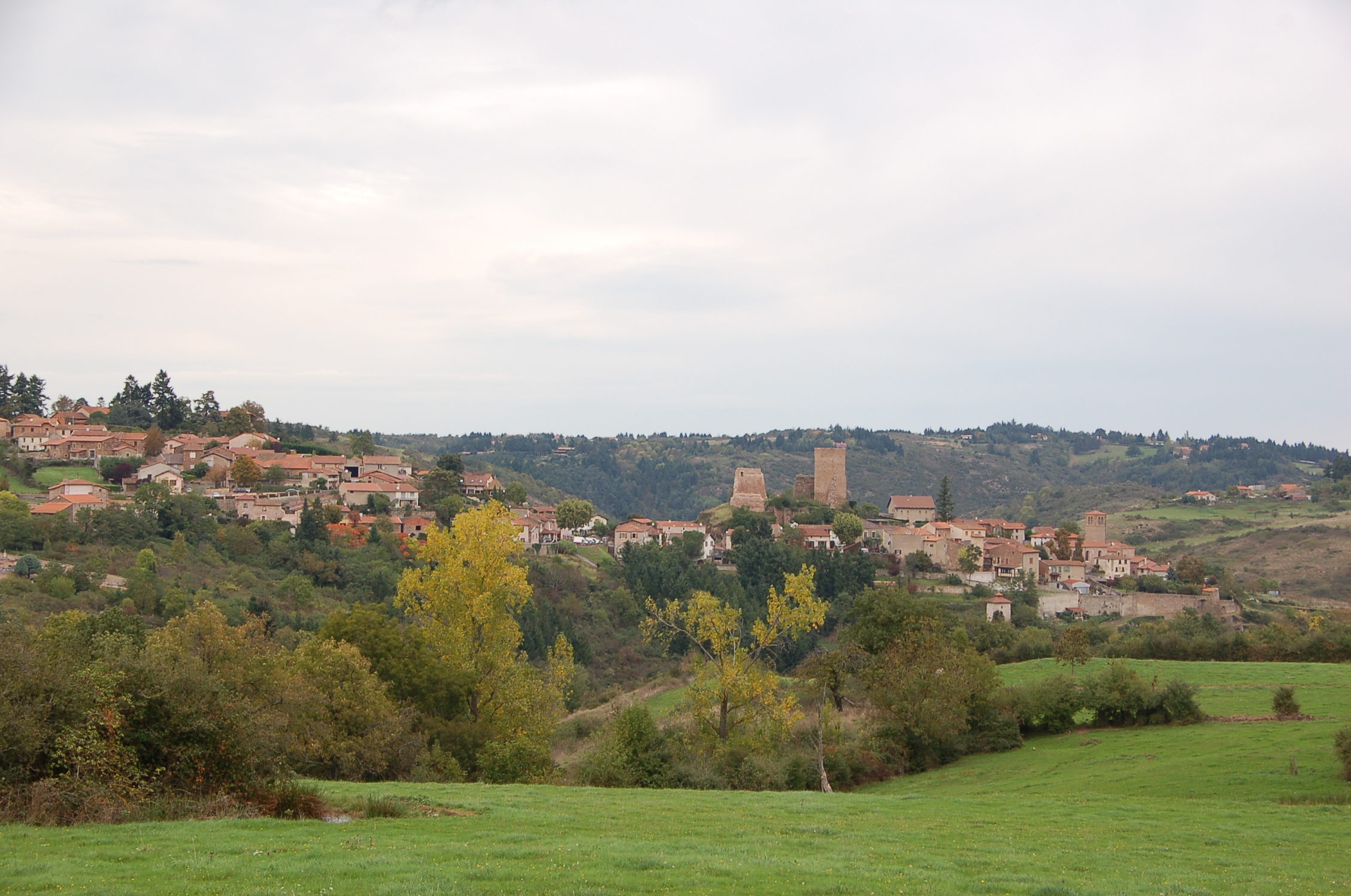
Blick auf Saint-Jean-Saint-Maurice-sur-Loire

## Lage
Saint-Jean-Saint-Maurice-sur-Loire liegt zehn Kilometer südwestlich von Roanne direkt an der Loire, die hier auf einer Länge von 36 km zum Lac de Villerest aufgestaut ist. Das Gemeindegebiet erstreckt sich auf beide Loireufer.

## Geologie
Die Gemeinde befindet sich in einer Lage mit anthrazitkohleführenden Schichten aus dem späten Viséum (vor 340 Mio. Jahren), die infolge von vulkantektonischen Aktivitäten im Dinantium (vor 370–330 Mio. Jahren) an der Loire entstanden.
Die markanten Felsen in der Umgebung von Saint-Jean-Saint-Maurice-sur-Loire sind zum Teil Anthrazitkohle enthaltende Tuffe, darunter die ziegelrot Rhyolith-Felsen bei Saint-Jean-le-Puy sowie blaue und graue Tuffe bei Saint-Maurice-sur-Loire. Zudem gibt es Lavagestein in der Nähe. Diese Gesteine zeigen, dass die Region als Teil eines vulkanischen Sedimentbeckens während des variszischen Paläozoikums eine starke magmatische Aktivität aufwies, während dessen die Gesteine mit organischem Material angereichert wurden.

## Geschichte
Saint-Jean-Saint-Maurice-sur-Loire entstand 1974 durch die Vereinigung der unmittelbar aneinandergrenzenden Orte Saint-Jean-le-Puy und Saint-Maurice-sur-Loire.

## Bevölkerungsentwicklung
| Jahr                       | 1954 | 1962 | 1968 | 1975 | 1982 | 1990 | 1999 | 2006 | 2017 |
| Einwohner                  | 501  | 753  | 771  | 743  | 985  | 1061 | 1022 | 1076 | 1148 |
| Quellen: Cassini und INSEE |      |      |      |      |      |      |      |      |      |

## Persönlichkeiten
- Joseph Déchelette (1862–1914), Archäologe, der die Umgebung des Ortes erforschte
- Pierre Étaix (1928–2016), Clown, Filmregisseur, Schauspieler, Zeichner und Autor